# 陳永昌 (1952年)
陳永昌（1952年5月3日—），男，臺北市人，中华民国政治人物。以無黨籍參選2014年台北市長，得到1908票（0.13%），落選。畢業於國立臺灣大學物理系、美國賓州大學華頓商學院行銷碩士及博士，國立臺灣大學國際企業學系副教授。

## 事件

### 拒繳宿舍管理費 告發法官
陳永昌認為，台大違法要非宿舍所有權人的教授自組管委會，陳不滿台大不依法管理宿舍，還收管理費每月1萬元，因此拒繳管理費，遭台大提告返還宿舍。陳認為歷審法官都無視《公寓大廈管理條例》規定，枉法裁判，2011年12月13日至地檢署告發10名法官。

### 辱罵政治人物
- 2005年4月7日，陳永昌批評謝長廷「假台灣人」[3]；2013年9月，陳永昌又辱罵謝長廷「假台灣人」[4]。
- 2013年9月17日，九月政爭時，陳永昌撰文《先由社會公民來開鍘馬英九！》。[5]
- 2015年1月18日，陳永昌辱罵台北市長柯文哲是智障、英文表達不好、不會跳舞，並痛罵台大醫院竟無人察覺此事、缺乏國際水準。他甚至還要求台大醫院要好好檢討，「大多數人無法想像台大醫師教授竟是智障！智障的柯文哲在台大醫院當醫師30年，台大醫院那麼多醫師受過各科基本教育，竟然沒觀察出柯文哲有智障，表示台大醫院醫師水準還不是國際級！敏感性不夠！台大醫師智障，台大校長楊泮池身為醫師，應叫台大醫院檢討為何沒觀察出對病患危險，並對柯文哲的公開行為作智障的個案研究！」[6]

## 選舉歷史

### 參選2014年台北市長選舉
競選主軸：「大都會區朝公有地房屋發展」。主要政見：建立廉能、有效率、執行力、公平正義、尊重、服務人民的市府。多舉辦國際性活動，增加台北市全球媒體曝光，促進經濟。國家須保障人人有屋住，自然生態化台北市，12年國教，廢除作文入學比序，錢難賺！人民是主人，不是提款機，上下班時段加快疏散，建立社區長照體系等等。
於公辦政見發表，講到自己的家庭背景時，語氣激動，哽咽落淚。陳永昌表示，他的出身坎坷，過去在小學時期從來沒有參加過須付錢的校外教學，也因為貧苦，常常沒有錢看病，在台大時代都是靠舅舅幫忙才能順利就學。陳永昌哽咽提到，上天給他降臨在很窮的家庭是一個磨練，不過上天也很仁慈給他不錯的頭腦，也給他競爭力、慈悲心、勇氣、正義感 。陳永昌在發表政見時動作誇張，網友覺得他很像股票分析師，瞬間爆紅。

#### 市長選舉結果
| 1        | 陳汝斌   | 三等國民公義人權自救黨 | 1,624票   | 0.11%                            |                                  |
| 2        | 趙衍慶   | 無黨籍                 | 15,898票  | 1.06%                            |                                  |
| 3        | 李宏信   | 無黨籍                 | 2,621票   | 0.18%                            |                                  |
| 4        | 陳永昌   | 無黨籍                 | 1,908票   | 0.13%                            |                                  |
| 5        | 馮光遠   | 無黨籍                 | 8,080票   | 0.54%                            |                                  |
| 6        | 連勝文   | 中國國民黨             | 609,932票 | 40.82%                           |                                  |
| 7        | 柯文哲   | 無黨籍                 | 853,983票 | 57.16%                           | 當選                             |
| 選舉日期 | 選舉日期 | 2014年11月29日         | 選舉人數  | 2,146,939人                      | 2,146,939人                      |
| 投票率   | 投票率   | 70.46%                 | 投票人數  | 有效：1,494,046人 無效：18,678人 | 有效：1,494,046人 無效：18,678人 |

### 2024年總統選舉連署
2023年9月，陳永昌與律師邱一峰連袂登記為中華民國第16任總統、副總統選舉被連署人。陳永昌主張台灣獨立，建立「台灣民國」，以及在大都會區建立公有地房屋使用權政策，讓民眾以每坪10萬至15萬元的價格取得50年的房屋使用權。